# 霍多爾基夫
50°5′50″N 29°18′29″E / 50.09722°N 29.30806°E
霍多爾基夫（烏克蘭語：Ходорків）是烏克蘭北部的村莊，隸屬日托米爾州的日托米爾區。該村始建於1471年，面積7.037平方公里，海拔高度212米，2001年人口1,371。